# Schloss Fontainebleau

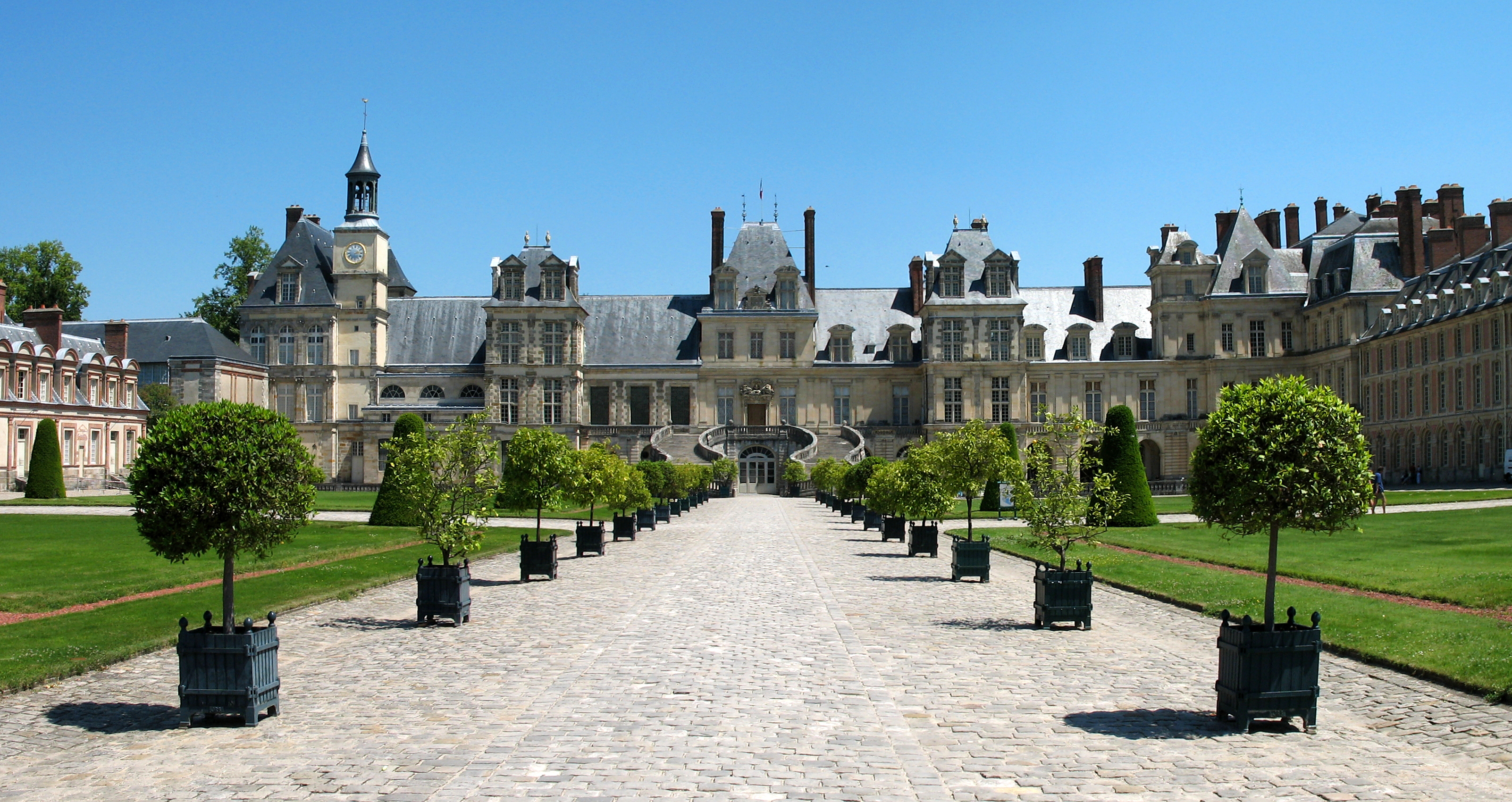
Schloss Fontainebleau

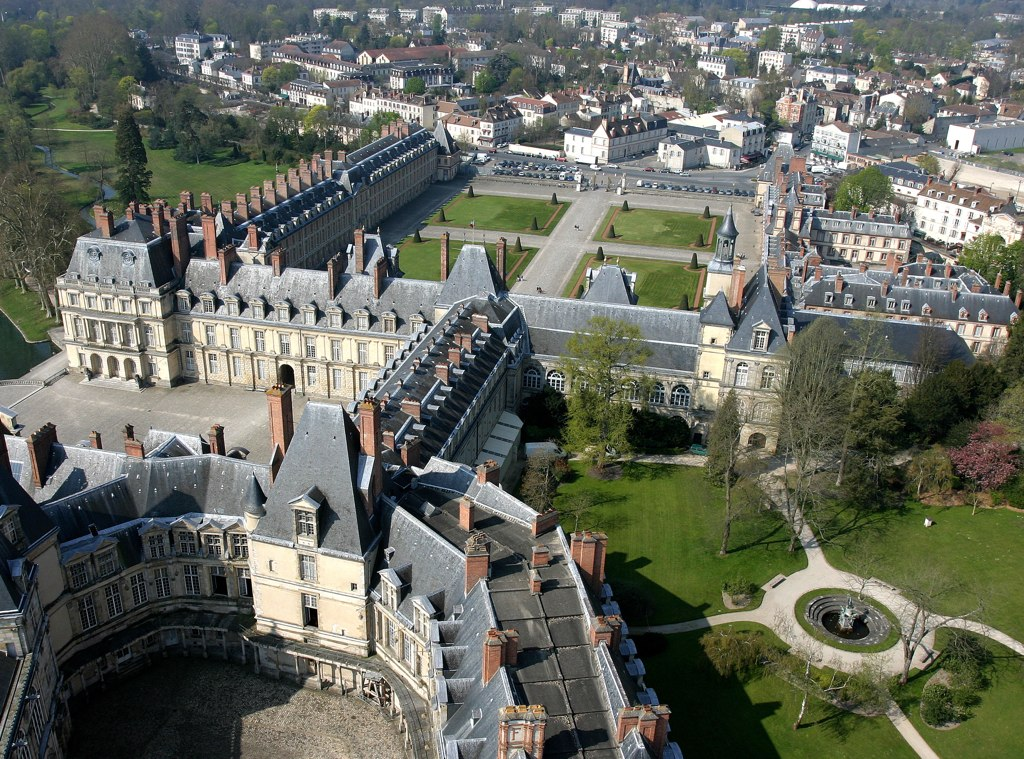
Im Vordergrund die umgestaltete alte Burganlage, im Hintergrund der Erweiterungsbau Franz’ I.

Das Schloss Fontainebleau in Fontainebleau, Département Seine-et-Marne, ist ein französisches Schloss rund 60 km südlich von Paris. Es ist vor allem berühmt für seine Innenausstattung aus der Zeit der Renaissance, an der zahlreiche italienische Künstler arbeiteten, und wurde 1981 von der UNESCO zum Weltkulturerbe erklärt.
Der erste Akt der Oper Don Carlos von Giuseppe Verdi, der nicht auf das als Vorlage verarbeitete Drama von Friedrich Schiller zurückgeht, spielt auf Schloss Fontainebleau, wobei die geschilderte Handlung historisch nicht nachweisbar ist.
Der Name des Schlosses Fontainebleau, früher auch „Fontainbleau“ geschrieben, leitet sich ab von fontaine belle eau, was „Quelle Schönes Wasser“ bedeutet.

## Baugeschichte

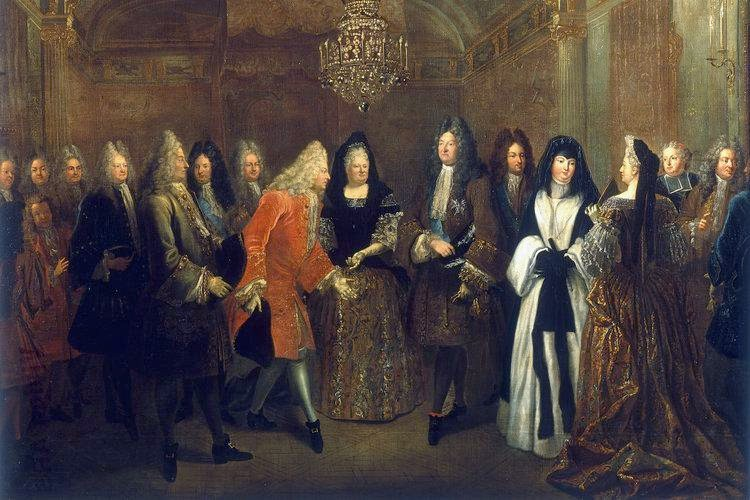
Louis de Silvestre: Ludwig XIV. empfängt den späteren König von Polen und Kurfürsten von Sachsen, August III. im Schloss Fontainebleau, 1714

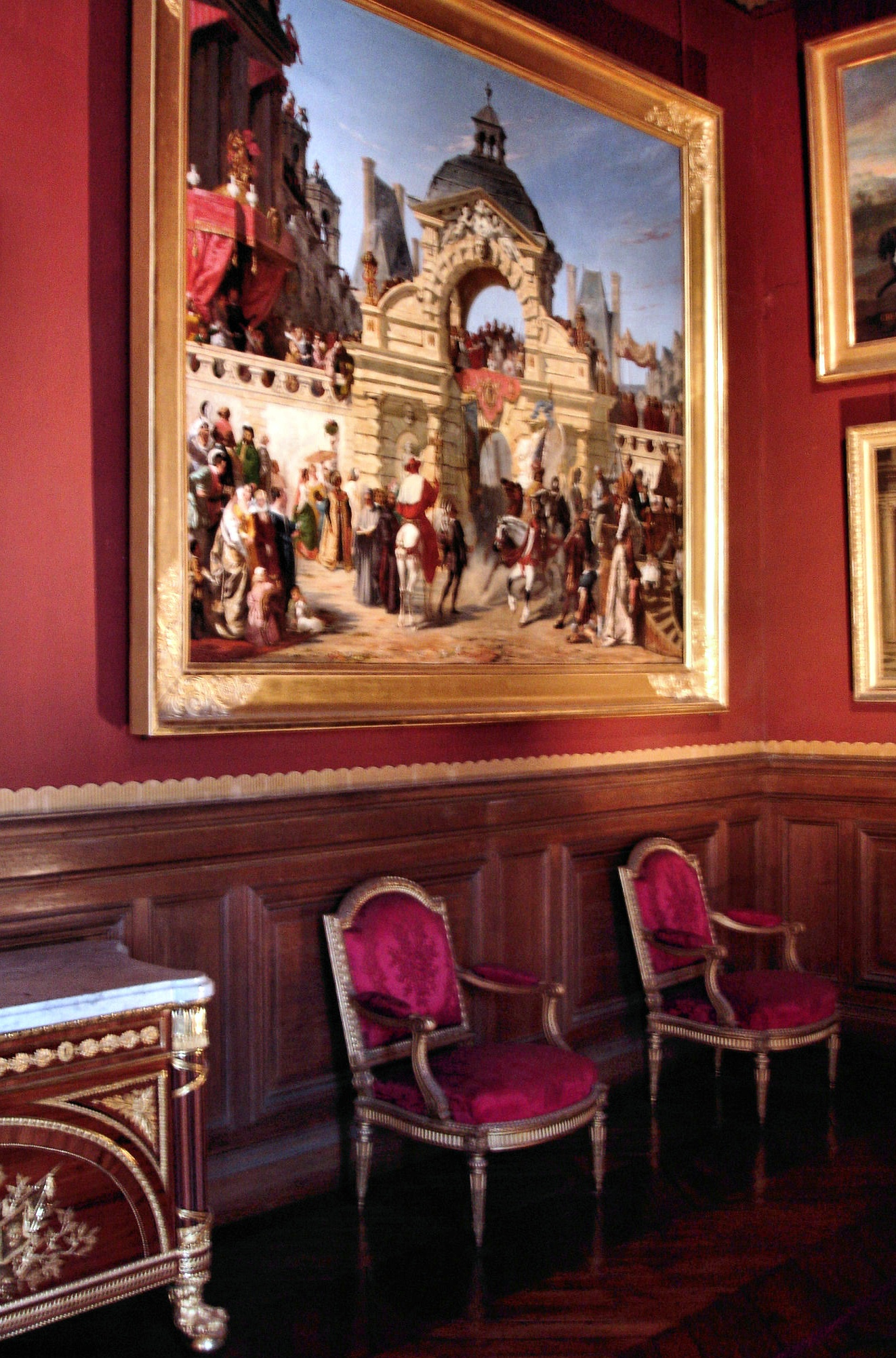
Innenansicht

Die Anlage wurde unter Franz I. und Heinrich II. an der Stelle einer Burganlage aus dem 13. Jahrhundert gebaut, dessen Donjon in den Bau eingefügt und unter König Franz I. zu einem Jagdschloss erweitert wurde. Bauanfang des heute sichtbaren Zentralbaus war 1528. Das Schloss gilt als erster Renaissancebau auf französischem Boden. Es wurde in der Zeit der Könige Heinrich IV., Ludwig XIII. und Ludwig XIV. mehrfach umgebaut.
Schloss Fontainebleau hat fünf Höfe, eine Kapelle, Prunkräume, Fresken und Stuckaturen. Die Arbeiten für das Schloss wurden ab 1530 von italienischen Künstlern wie Rosso Fiorentino ausgeführt. Diese brachten manieristische Stilelemente und italienisches Formengut nach Frankreich.
Ludwig XIV. ließ in den Gärten ein neues Parterre im Stil des Barocks, einen großen Kanal und einen neuen Park anlegen. Der gesamte Hof zog unter ihm und seinen Nachfolgern jedes Jahr zur Jagdsaison im Herbst von Schloss Versailles nach Fontainebleau um. Nur hier erlaubte sich der Monarch Abweichungen vom Zeremoniell am Hof von Versailles, wo er ansonsten ein auf die Minute durchgetaktetes Leben führte. Er liebte die Parforcejagd zu Pferde, oft bis in die Dunkelheit, meist in Begleitung seiner Schwägerin Liselotte von der Pfalz, die seine Jagdleidenschaft teilte, sowie ausgesuchter Höflinge. Der König wie auch Liselotte überlebten mehrfach gefährliche Stürze. Später schossen sie vom offenen Jagdwagen aus auf vorübergetriebenes Wild. Ludwig XIV. ließ den Wald von Fontainebleau durch Aufforstung erheblich erweitern, heute hat er eine Fläche von 25.000 Hektar.
Auch Kaiser Napoleon Bonaparte nutzte das Jagdschloss und stattete Räume mit Möbeln im Empirestil aus.

## Kunst im Schloss

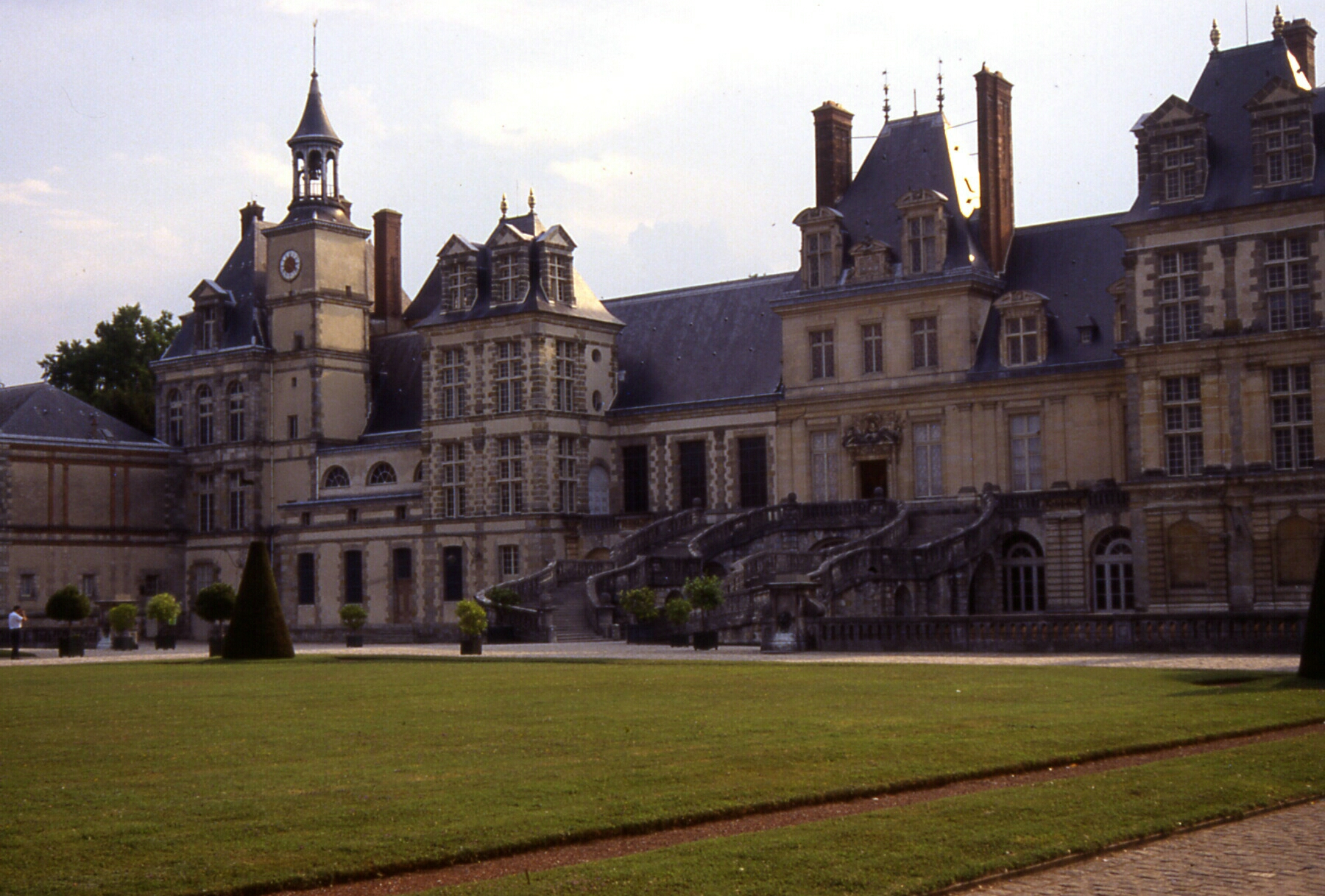
Detailansicht des Ehrenhofes

Mit dem Schloss Fontainebleau sind die sogenannte Erste und Zweite Schule von Fontainebleau verknüpft. Beide Schulen wurden von italienischen Künstlern gegründet.
- Die erste Schule besaß großen Einfluss auf die französische Kunst.
- Die zweite Schule entwickelte sich ab 1590. Dort waren überwiegend französische und flämische Künstler, wie beispielsweise der Antwerpener Franzose und Historienmaler Ambroise Dubois (* 1543 in Antwerpen; † 1615 in Fontainebleau), der Pariser Toussaint Dubreuil (* 1561; † 1602) und der Pariser Martin Fréminet (* 1567; † 1619), tätig.[2]

Von beiden Schulen finden sich heute fast nur noch diejenigen Werke im Schloss, die mit dem Bauwerk untrennbar verbunden sind, wie Fresken oder Deckenmalereien.
Von herausragender künstlerischer, aber auch historischer Bedeutung ist die Möblierung der königlichen bzw. kaiserlichen Gemächer. Sie ist weitgehend im Zustand der letzten innenarchitektonischen Umgestaltung zur Zeit Napoleons III. erhalten. Dadurch überlagern sich Elemente von Renaissance bis zum Historismus. Bei Wand- und Bodengestaltung dominieren Originalarbeiten aus der Zeit Ludwigs XIII. Die Zimmerfluchten, die Napoleon I. für sich und den zeitweise hier inhaftierten Papst Pius VII. gestalten ließ, sind in ihrem damaligen Originalzustand erhalten.
In der Neuzeit wurde das Amerikanische Konservatorium im Schloss eingerichtet, eine Sommerakademie für Kunst und Architektur.

## Orgel
In der Schlosskapelle Chapelle de la Trinité befindet sich eine historische Orgel. Das Instrument war 1772 von dem Orgelbauer François-Henri Clicquot erbaut worden und diente als Begleitinstrument auf der Sänger- und Musikertribüne der Kapelle. Während der französischen Revolution wurde das Pfeifenmaterial zerstört. 1967 wurde die Orgel von dem Orgelbauer Alfred Kern rekonstruiert. Es hat heute 15 Register auf drei Manualen. Das Pedal (Pédalier „à la française“) ist fest an das Positif angehängt. Das Instrument ist mit einem Gesamttremulanten ausgestattet.
| I Grand Orgue C–d3 |               |
| 1.                 | Flûte 8′      |
| 2.                 | Bourdon 8′    |
| 3.                 | Prestant 4′   |
| 4.                 | Nazard 2 ⁄3′  |
| 5.                 | Doublette 2′  |
| 6.                 | Tierce 1 3⁄5′ |
| 7.                 | Plein-Jeu V   |
| 8.                 | Cromorne 8′   |
| 9.                 | Hautbois 8′   |

| II Positif interieur C–d3 |              |
| 10.                       | Flûte 8′     |
| 11.                       | Bourdon 8′   |
| 12.                       | Prestant 4′  |
| 13.                       | Trompette 8′ |
| 14.                       | Clairon 4′   |

| III Recit C–d3 |          |
| 15.            | Cornet V |

## Ereignisse im Schloss Fontainebleau
- 27. September 1601: Geburt Ludwigs XIII.
- Edikt von Fontainebleau (Einschränkung der Religionsfreiheit) am 18. Oktober 1685: Ludwig XIV. widerrief das Edikt von Nantes, was unter anderem zu Aufständen der Hugenotten führte.
- 20. Dezember 1765: Thronfolger Louis Ferdinand de Bourbon starb mit 36 Jahren an Tuberkulose.
- 20. Juni 1812: Napoleon ließ heimlich seinen Gefangenen Papst Pius VII. ins Schloss bringen. Dort unterschrieb Pius unter Druck am 25. Januar 1813 das 'Concordat de Fontainebleau'; am 24. März 1813 widerrief er seine Unterschrift.[4] Am 23. Januar 1814 verließ Pius das Schloss.
- 11. April 1814: Napoleon dankte ab (Vertrag von Fontainebleau).
- 20. April 1814: Napoleon verabschiedete sich von seiner Garde.
- Von 1949 bis 1966 war das Schloss NATO-Hauptquartier des Allied Forces Central Europe (AFCENT).[5][6]